# Syllectra
Syllectra is een geslacht van vlinders van de familie spinneruilen (Erebidae), uit de onderfamilie Calpinae.

## Soorten
- S. congemmalis Hübner, 1823
- S. erycata Stoll, 1780
- S. lucifer Möschler, 1890